# Grève des prisonniers d'Ekibastouz
La grève des prisonniers d'Ekibastouz (en russe : Экибасту́зская забастовка заключённых) est une grève qui se produisit dans la 6e division de Pestchanlag à Ekibastouz, au Kazakhstan, à la fin janvier 1952. Elle eut un grand retentissement du fait qu'elle sert de trame (en même temps que le soulèvement de Kengir) au scénario du film écrit en 1959 par Alexandre Soljenitsyne intitulé Les Tanks connaissent la vérité et à plusieurs chapitres (dont les chapitres 6 « Un évadé dans l'âme » et 11 « À tâtons nous rompons nos chaînes ») du troisième tome de L'Archipel du Goulag.

## Causes de la grève
En 1947, la peine de mort est supprimée et remplacée par un enfermement de 25 ans. le résultat comme l'écrit Viktor Levenstein, est que dans le camp, apparait un nouveau groupe de prisonniers ayant une expérience de la lutte armée (venant de la lutte au front ou avec les partisans) et qui étant condamnés pratiquement pour le reste de leur vie, n'avaient donc rien à perdre et était prêts à risquer leur peau. C'est avec ce genre de prisonniers qu'apparaissent des centres de conspiration clandestins qui organisent l'élimination de ceux qui soutiennent ouvertement l'administration et des informateurs.
À l'automne 1951 un contingent important de prisonniers arrive au camp, principalement des nationalistes d'Ukraine occidentale.
Arrivés à Ekibastouz, les Ukrainiens repèrent les mouchards et ceux qui collaborent avec l'administration pénitentiaire et les abattent par dizaines.
Le 6 janvier 1952, les autorités du camp redistribuèrent autrement les prisonniers du camp de Pestchanlag. Tous les Ukrainiens de l'ouest (environ 2 000) sont regroupés dans la section 2 du camp, et dans la section 1 restent 3 000 prisonniers d'autres nationalités. Les baraquements à surveillance renforcée appelés « BOURS » se trouvent sur le territoire de la première section. Plus tard, plusieurs Ukrainiens, parmi les plus rebelles, y sont transférés pour les éloigner des autres prisonniers. Il existe au sein de ces BOURS une chambre de garde, un endroit où sont cachés quelques mouchards, par crainte de représailles à leur encontre de la part des clandestins du camp. Les activistes présumés, au sein des clandestins ukrainiens, sont envoyés un à un BOUR dans cette chambre de garde, où ils sont torturés.

## Déroulement de la grève
Le soir du 22 janvier 1952, revenus du travail, les détenus de la première division du camp, utilisant les planches des lits cassés d'une des baraques proche, se mettent à détruire la clôture entourant la zone de la prison du camp à régime de surveillance renforcé. L'idée est de mettre le feu à la chambre des mouchards de la prison après l'avoir arrosée d'essence. Les surveillants sont alertés par le bruit. Les prisonniers cassent les carreaux de la baraque de la direction du camp. Le directeur Matchakovski (ou Matchekovski) et les surveillants qui s'étaient éloignés préviennent la garde. Alors, depuis les miradors situés aux angles du camp le feu est ouvert à la mitraillette et à l'aveuglette vers le camp où la plupart des zeks ne soupçonnaient rien de ce qui se passait.
Dans la zone arrive un peloton armé de mitraillettes suivis de surveillants armés de barres de fer et de matraques pour s'en prendre aux prisonniers : vingt personnes sont blessées ou tuées.
Le 23 janvier, le lendemain, ceux qui étaient en vie et indemnes partent au travail, et parmi eux se trouve Alexandre Soljenistyne. Le 24 janvier, c'est le début d'une grève de la faim. Les Ukrainiens du camp no 2 en furent avisés, mais ils ne soutinrent pas cette grève.
Les données présentées par Alexandre Soljenitsyne dans L'Archipel du Goulag, sont appuyées par des documents émanant du service central des archives du Service fédéral de sécurité de la fédération de Russie (FSB). Selon des renseignements provenant de Semion Ignatiev , ministre de la sûreté de l'État de l'URSS, de Gueorgui Malenkov et de Lavrenti Beria :
« Je vous informe que suivant une communication du MGB de la République populaire du Kazakhstan en date du 22 janvier ont eu lieu des grèves, dans une section du camp d'Ekibastouz, dans l'Oblys de Pavlodar (qui est un camp de Pestchanlag dépendant du ministère de l'intérieur (MVD - en russe : МВД)), parmi les prisonniers de la deuxième division du camp. Elles ont été accompagnées d'une tentative de libération d'un groupe de personnes se trouvant dans le centre de sécurité renforcée. Ces dernières y avaient été enfermées par l'administration du camp du fait qu'elles étaient soupçonnées d'avoir perpétré l'assassinat de prisonniers.

Pendant les opérations de rétablissement de l'ordre la garde a tué un prisonnier et en a blessé trois autres.
Le lendemain, la majorité des prisonniers de cette division du camp a refusé de s'alimenter et de partir au travail en réclamant la libération des prisonniers enfermés dans l'isoloir.

Pour mettre fin à ces grèves les travailleurs de la section concernée du camp de Pestchana et la direction du camp ont été déplacés ailleurs. »

## Exigences des grévistes
Les insurgés exigent un adoucissement de régime et un réexamen des revendications suivantes :
- Jugement des responsables de la fusillade.
- Enlèvement des verrous aux portes de baraques (la nuit seules les baraques des camps spéciaux étaient fermées.
- Enlèvement des numéros sur les vêtements (ces numéros étaient imposés aux seuls prisonniers politiques dans les camps spéciaux).
- Révision des peines infligées par le Conseil spécial du NKVD en audience publique.

## Fin de la grève
Le 26 janvier, au soir du troisième jour de la grève de la faim, le 9e baraquement cesse d'y participer : souffrir de la faim plus longtemps ne leur est pas possible. Ce fut, semble-t-il, la dernière grève de la faim dans un camp du Goulag de l'époque de Staline. Le 27 janvier, un dimanche, les détenus ne travaillent pas et la commission de Karaganda, celles d'Alma-Ata et de Moscou promettent de « transiger ». Le mardi 29 janvier, une réunion est organisée avec les différentes brigades, dont celle de l'atelier de mécanique d'Alexandre Soljenitsyne. Le 19 février, un grand nombre d'instigateurs de la grève seront envoyés d'Ekibastouz vers d'autres camps.

## Témoignages
Des témoignages de la grève de la faim d'Ekibastouz ont été écrits par des participants à cette grève et par des témoins tels que Semion Badache, Viktor Levenstein, Dmitri Panine, Alexandre Soljenitsyne et János Rózsás.